# Bad Klosterlausnitz
Bad Klosterlausnitz é um município da Alemanha localizado no distrito de Saale-Holzland, estado da Turíngia.
Bad Klosterlausnitz é a Erfüllende Gemeinde (português: municipalidade representante ou executante) dos municípios de Albersdorf, Bobeck, Scheiditz, Schlöben, Schöngleina, Serba, Tautenhain, Waldeck e Weißenborn.

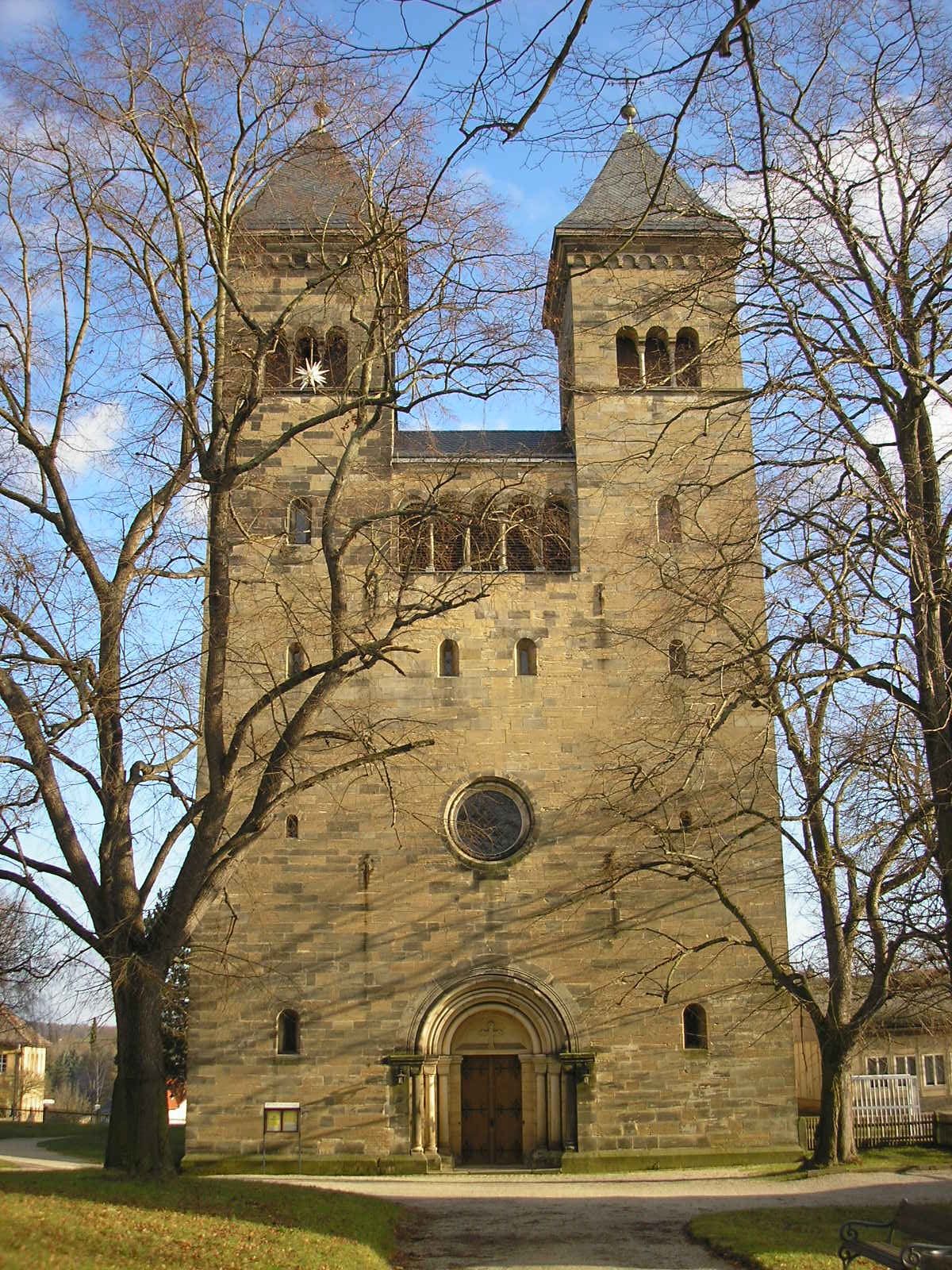
Igreja de Klosterlausnitz